# Epizóna
Az epizóna (görög:ἐπι- (epi-) „felső“ és ζώνη (zōnē)  „öv”) a geológia és kőzettan által használt szakkifejezés, amely azt határozza meg, hogy a metamorfózis milyen körülmények között zajlott le. Az epizónának megfelelő hőmérséklet 100 °C és 300 °C között van.
Kőzetei:
- Agyagpala
- Szericit
- Albit
- Klorit

## Fordítás
Ez a szócikk részben vagy egészben  az   Epizone című német Wikipédia-szócikk ezen változatának fordításán alapul.  Az eredeti cikk szerkesztőit annak laptörténete sorolja fel. Ez a jelzés csupán a megfogalmazás eredetét és a szerzői jogokat jelzi, nem szolgál a cikkben szereplő információk forrásmegjelöléseként.